# Monte Tàber

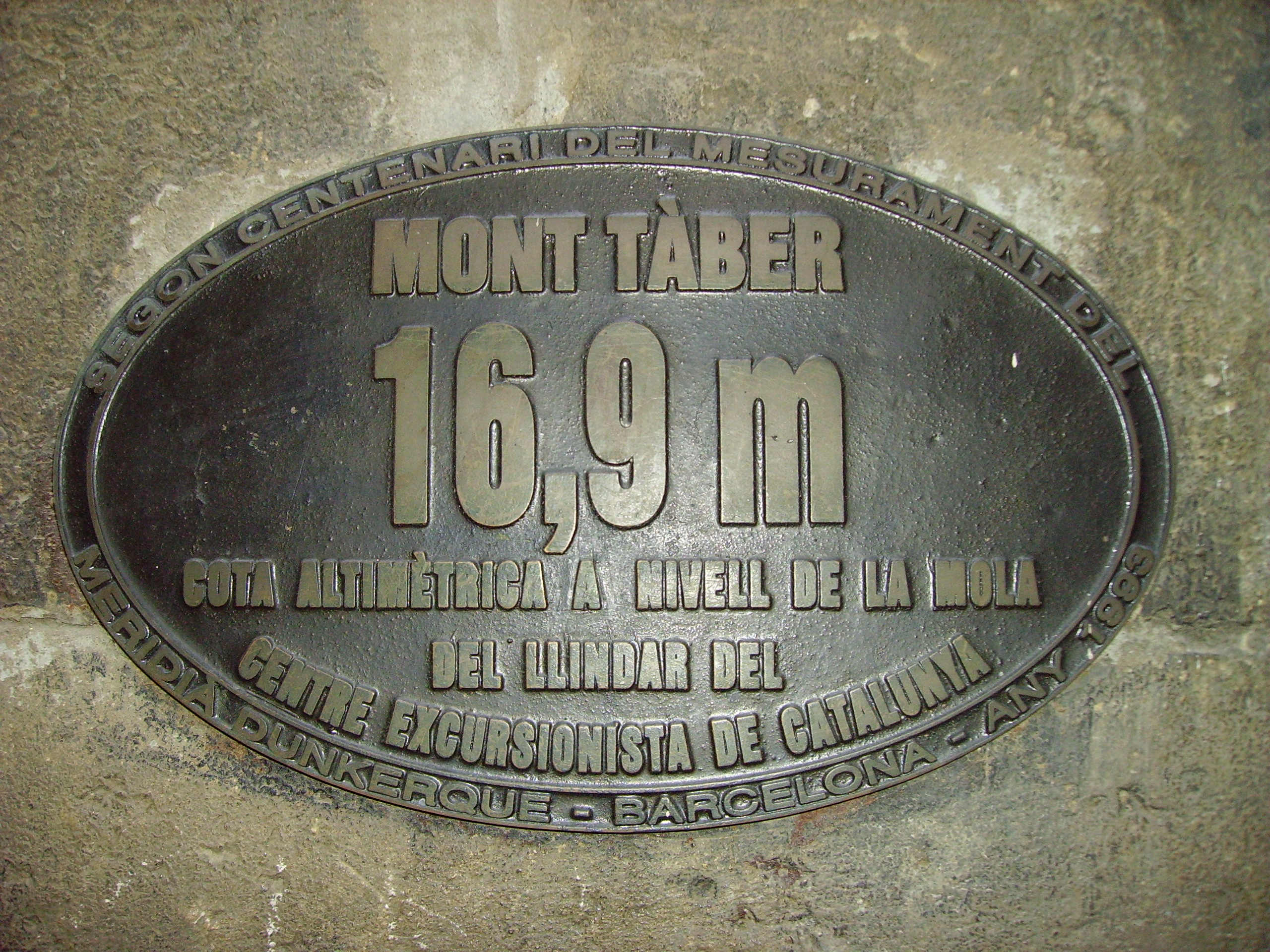
Targa che indica l'altezza del Monte Taber.

Il Monte Táber è una collina che si trova nel Barri Gòtic di Barcellona ad un'altezza di 16,9 metri sul livello del mare.
Il monte ha ospitato il primo insediamento romano della città di Barcino ed è difficile da percepire tra gli edifici della città, anche se il pendio di alcune strade consente di notare la differenza di altezza tra la città romana, situata sulla collina, e il terreno più basso. La sua punta più elevata è segnata da una lastra sulla via Paradís, davanti alla sede del Centre Excursionista de Catalunya, all'interno del quale si trovano le colonne del tempio di Augusto.